# Beautiful Vision
Albums de Van Morrison
Common One
(1980) Inarticulate Speech of the Heart
(1983)
Beautiful Vision' est le treizième album studio du chanteur nord-irlandais Van Morrison. Il est publié le 16 février 1982 par Mercury Records. Il est enregistré lors de plusieurs sessions de mai à la fin de l'été 1981 au studio The Record Plant à Sausalito en Californie. Il poursuit l'éloignement de Morrison du R&B de l'époque, privilégiant plutôt le folk celtique et le jazz américain dans sa musique. Comme pour beaucoup d'enregistrements de Morrison, la spiritualité est un thème majeur et certaines des chansons sont basées sur les enseignements d'Alice Bailey. D'autres chansons montrent l'héritage celtique de Morrison et les réminiscences de ses origines de Belfast.
Beautiful Vision a été acclamé par la critique mais n'a remporté qu'un modeste succès dans les hit-parades, atteignant la 31e place du classement des albums au Royaume-Uni et la 44e place du Billboard 200 aux États-Unis.

## Enregistrement
La première session d'enregistrement a commencé en mai 1981 aux studios Record Plant, à Sausalito en Californie, près du Golden Gate. Lors de cette première session, plusieurs morceaux ont été créés. Mais seul l'instrumental Scandinavia a été intégré à l'album. Les autres morceaux enregistrés ont été intégrés à d'autres album publiés plus tard comme All Saints Day publié dans l'album Hymns to the Silence et Daring Night dans Avalon Sunset,.
Le 27 juillet 1981 Morrison entre de nouveau en studio pour enregistrer Cleaning Windows et Aryan Mist. Morrison fait appel à différents musiciens pour cette session, dont son ancien batteur Gary Mallaber et le guitariste Mark Knopfler.
Morrison termine l'enregistrement pendant l'été. Quatre chansons de cette session n'ont pas été utilisées, y compris les futurs singles Real Real Gone et Tore Down a la Rimbaud. Comme ni Knopfler ni Herbie Armstrong n'étaient capables de produire le son de guitare que Morrison voulait, l'ingénieur Jim Stern lui suggère le nom de Chris Michie qui se rappelle ce moment ainsi: « J'ai reçu l'appel alors que je faisais une session à San Francisco. Jim Stern, le producteur de Van, m'a demandé si je pouvais me rendre à l'usine [à Sausalito] en vingt minutes. J'ai dit 'Ouais'. Je suis entré dans le studio avec mon matériel alors que le groupe et Van faisaient ... des pistes de base. J'étais installé et je jouais avant la fin de la chanson She Gives Me Religion ». Michie ajoute ensuite des overdubs de guitare solo sur Cleaning Windows et Aryan Mist. Les contributions de Knopfler figurent toujours sur la version finale, mais ne sont pas aussi audibles que celles de Michie.

## Contenu de l'album
Toutes les chansons sont écrites et composées par Van Morrison.
| Beautiful Vision | Beautiful Vision                    | Beautiful Vision         | Beautiful Vision | Beautiful Vision | Beautiful Vision | Beautiful Vision | Beautiful Vision | Beautiful Vision | Beautiful Vision |
| No               | Titre                               | Paroles                  | Musique          | Durée            |                  |                  |                  |                  |                  |
| ---------------- | ----------------------------------- | ------------------------ | ---------------- | ---------------- | ---------------- | ---------------- | ---------------- | ---------------- | ---------------- |
| 1.               | Celtic Ray                          |                          |                  | 4:11             |                  |                  |                  |                  |                  |
| 2.               | Northern Muse (Solid Ground)        |                          |                  | 4:05             |                  |                  |                  |                  |                  |
| 3.               | Dweller on the Threshold            | Van Morrison/Hugh Murphy | Van Morrison     | 4:49             |                  |                  |                  |                  |                  |
| 4.               | Beautiful Vision                    |                          |                  | 4:08             |                  |                  |                  |                  |                  |
| 5.               | She Gives Me Religion               |                          |                  | 4:33             |                  |                  |                  |                  |                  |
| 6.               | Cleaning Windows                    |                          |                  | 4:43             |                  |                  |                  |                  |                  |
| 7.               | Vanlose Stairway                    |                          |                  | 4:10             |                  |                  |                  |                  |                  |
| 8.               | Aryan Mist                          | Van Morrison/Hugh Murphy | Van Morrison     | 4:00             |                  |                  |                  |                  |                  |
| 9.               | Across the Bridge Where Angels Dwel | Van Morrison/Hugh Murphy | Van Morrison     | 4:31             |                  |                  |                  |                  |                  |
| 10.              | Scandinavia                         |                          |                  | 6:41             |                  |                  |                  |                  |                  |
| 45:31            |                                     |                          |                  |                  |                  |                  |                  |                  |                  |

### Musiciens
- Van Morrison – chant, guitare, piano acoustique, piano électrique Fender Rhodes
- Chris Michie – guitare
- Chris Hayes – guitare
- Mark Knopfler – guitare sur "Cleaning Windows" et "Aryan Mist"
- Herbie Armstrong – guitare acoustique sur "Scandinavia"
- David Hayes – basse
- Rob Wasserman – basse sur "Cleaning Windows" et "Aryan Mist"
- John Allair – Orgue Hammond
- Mark Isham – synthétiseur, trompette
- Pee Wee Ellis – saxophone ténor, saxophone baryton, flûte
- Sean Folsom – Uilleann pipes sur "Celtic Ray" et "Northern Muse"
- Pauline Lozana – chœurs
- Annie Stocking - chœurs
- Bianca Thornton – chœurs
- Tom Donlinger – batterie
- Gary Mallaber – batterie sur "Cleaning Windows" et "Aryan Mist"
- Peter Van Hooke – batterie sur "Scandinavia"
- Michele Segan – percussions sur "Cleaning Windows" et "Aryan Mist"

## Sources
- Clinton Heylin (2003). Can You Feel the Silence? Van Morrison: A New Biography, Chicago Review Press  (ISBN 1-55652-542-7)
- Brian Hinton (1997). Celtic Crossroads: The Art of Van Morrison, Sanctuary,  (ISBN 1-86074-169-X)
- Johnny Rogan (2006). Van Morrison: No Surrender, London:Vintage Books  (ISBN 978-0-09-943183-1)
- Steve Turner (1993). Van Morrison: Too Late to Stop Now, Viking Penguin,  (ISBN 0-670-85147-7)
- Erik Hage (2009). The Words and Music of Van Morrison, Praeger Publishers,  (ISBN 978-0-313-35862-3)